# Papiloedeem

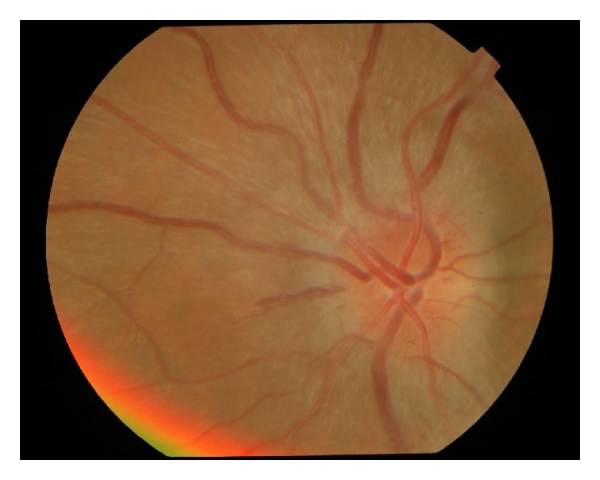

Papiloedeem  is een vochtophoping in de papil, ook wel de kop van de oogzenuw genoemd. Een gezwollen papil ontstaat door een tekort aan zuurstof (ischemie) van de zenuwvezels in het netvlies, wat tot een ophoping van vocht leidt in de papil. Bij peripapillair oedeem is er sprake van een vochtophoping rondom de papil.

## Oorzaken
Een papiloedeem kan zeer veel verschillende oorzaken hebben. 
Doorgaans ontstaat het door een verhoogde intracraniële druk (hersendruk), wat in dit geval een stuwingspapil wordt genoemd. Oorzaak hiervan kan een hersentumor of ander gezwel zijn, waardoor hersenvocht in de oogzenuw terecht komt door de drukverhoging. Een verhoogde druk in de oogkas kan ook een oorzaak zijn van papiloedeem, bijvoorbeeld bij de ziekte van Graves. 
Verder kan een infarct van de oogzenuw (AION), een oculaire infectie zoals uveïtis, een retinale vaatocclusie, een maligne hypertensie de oorzaak van een gezwollen oogzenuw zijn.
Pseudopapiloedeem is een aangeboren afwijking waardoor de papil gezwollen lijkt zonder dat er vocht in de papil zit. Voorbeelden hiervan zijn papil-drusen, gemyeliniseerde vezels (mergvlammen), congenitale gliose en een scheef ingeplante papil.